# محمد میتون
محمد میتون (بنگالی: মোহাম্মদ মিঠুন؛ زادهٔ ۲ مارس ۱۹۹۱) بازیکن کریکت اهل بنگلادش است.